# Ahuatitla, Huautla
Ahuatitla är en ort i Mexiko.   Den ligger i kommunen Huautla och delstaten Hidalgo, i den sydöstra delen av landet, 190 km nordost om huvudstaden Mexico City. Ahuatitla ligger 686 meter över havet och antalet invånare är 538.
Terrängen runt Ahuatitla är huvudsakligen kuperad. Ahuatitla ligger uppe på en höjd. Runt Ahuatitla är det ganska tätbefolkat, med 80 invånare per kvadratkilometer. Närmaste större samhälle är Xochiatipan de Castillo, 15,8 km söder om Ahuatitla. Omgivningarna runt Ahuatitla är en mosaik av jordbruksmark och naturlig växtlighet.